# Pieri
Pierii au fost important trib tracic, alungat prin luptă din Pieria de regele Alexandros al Macedoniei, tatăl lui Perdiccas, dincolo de râul Strymon, unde exista și un golf, Pieria, potrivit scrierilor lui Tucidide. Se cunosc două cetăți ale lor: Pergamos și Phagres.
Herodot spune că împreună cu odomantii și satrii, pierii lucrau în minele de aur și argint din muntele Pangeu. Tot Herodot afirmă, în paginile referitoare la campania lui Xerxes, că în armata persană, în grupul pedestrașilor recrutați pe coasta Traciei, se găseau și pieri.
Strabon îi plasează pe pieri și pe versantul de nord al muntelui Olimp. Din vechea lor regiune de baștină, pierii au adus aici cultul unor zeități ale muzicii de origine tracică (ca melodie, ritm și instrumente). Tot Strabon informează că grecii numeau muzele și pieride.
Poetul latin Ovidiu utilizează în Triste expresia corul pieridelor.